# ТЕС Ковікалпал
10°32′29″ пн. ш. 79°27′1″ сх. д. / 10.54139° пн. ш. 79.45028° сх. д.
ТЕС Ковікалпал – теплова електростанція на півдні Індії у штаті Тамілнад.
У 2001 році на майданчику станції став до ладу блок комбінованого парогазового циклу потужністю 107 МВт. Встановлена у ньому газова турбіна потужністю 69 МВт живить через котел-утилізатор одну парову турбіну з показником 38 МВт.
Як паливо станція використовує природний газ. Останній надходить від розташованого неподалік родовища компанії ONGC по перемичці завдовжки 10,5 км з діаметром 300 мм. 
Фактична виробітка станції може бути суттєво меншою від можливих показників, так, за 10 місяців 2022/2023 бюджетного року вона склала лише 142 млн кВт-год.
Видача продукції відбувається по ЛЕП, розрахованій на роботу під напругою 110 кВ.